# 문종업
문종업(文鐘業, 1995년 2월 6일 ~ )은 대한민국 보이 그룹 B.A.P의 서브보컬, 메인댄서을 맡았다.

## 학력
- 수내초등학교 (졸업)
- 수내중학교 (졸업)
- 한림연예예술고등학교 실용무용과 (졸업)
- 숭실사이버대학교 재학 중

## 음반 외 활동

### 예능 프로그램
- 2023년 JTBC 《피크타임》